# Michael Djørup
Michael Djørup, född 28 april 1803 i Karup mølle i Visborg vid Hadsund, död 22 juni 1876 i Skotterup, var en dansk läkare. 
Djørup avlade kirurgisk examen 1825, var därefter reservkirurg vid Det Kongelige Kirurgiske Akademi och Frederiks Hospital, blev regementskirurg 1834, disputerade för doktorsgraden 1836, var brigadläkare i slesvig-holsteinska kriget 1848 och 1849, blev divisionsläkare 1850, var stabsläkare för danska armén 1863–1873 och tillika för danska flottan 1865–1873. Han var mycket anlitad i talrika kommissioner och utvecklade en tämligen betydande litterär verksamhet. Upprepade gånger förde han mycket våldsamma polemiker, särskilt under en rad av år angående den så kallade egyptiska eller militära ögonsjukdomen, då han särskilt opponerade mycket starkt mot sin kollega Jacob Christian Bendz.